# Great Yarmouth Pleasure Beach
Koordinaten: 52° 35′ 7″ N, 1° 44′ 10″ O
Great Yarmouth Pleasure Beach ist ein Freizeitpark in Great Yarmouth (Norfolk, England,  Vereinigtes Königreich), der 1910 eröffnet wurde.
Eine der Hauptattraktionen ist die 1932 eröffnete Achterbahn Roller Coaster.

## Achterbahnen
| Name           | Typ                                  | Hersteller     | Eröffnung | Bemerkungen | Ref.        |
| -------------- | ------------------------------------ | -------------- | --------- | --- | ----------- |
| Big Apple      | Big Apple, Familienachterbahn        | Pinfari        | 1998      | Fuhr ursprünglich unter dem Namen Big Apple Coaster. Bevor die Bahn nach Great Yarmouth kam, fuhr sie von 1982 bis 1997 in Alton Towers als Mini Apple. | [ 1 ]       |
| Family Star    | Wilde Maus, Spinning Coaster         | Fabbri         | 2013      | Die Bahn feierte 2006 die Premiere auf deutschen Volksfesten unter dem Schausteller Wolfgang Wingender. Im Jahr 2007 befand sie sich im Trampolino Familien- und Freizeitpark und wurde anschließend an den Schausteller Klaus Alberts verkauft. Unter diesem Schausteller befand die Bahn sich im Jahr 2011 im Sommerland Syd, bevor sie nach Great Yarmouth kam. | [ 2 ]       |
| Roller Coaster | Holzachterbahn                       | Erich Heidrich | 1932      | Siehe Hauptartikel. | [ 3 ]       |
| Whirlwind      | Familienachterbahn, Spinning Coaster | SBF Visa       | 2015      | | [ 4 ] [ 5 ] |

### Ehemalige Achterbahnen
| Name             | Typ                            | Hersteller                | Eröffnung | Schließung       | Bemerkungen | Ref    |
| ---------------- | ------------------------------ | ------------------------- | --------- | ---------------- | --- | ------ |
| Blizzard         | Stahlachterbahn ohne Inversion | Cavazza Diego             | 1989      | 1989 oder später | | [ 6 ]  |
| Looping Star     | Zyklon mit Looping             | Pinfari                   | 1990      | 1993 oder später | | [ 7 ]  |
| Scenic Railway   | Holzachterbahn                 | unbekannt                 | 1909      | 1928             | Fuhr anschließend von 1929 bis 1943 als Scenic Railway in Codona's Amusement Park. | [ 8 ]  |
| Toboggan         | Stahlachterbahn ohne Inversion | Chance Rides              | 1993      | 1999 oder 2000   | Fuhr anschließend unter dem Schausteller Stewart Miller und machte dabei 2009 auch im Clacton Pier Halt. | [ 9 ]  |
| unbekannter Name | Kinderachterbahn               | B. A. Schiff & Associates | 1987      | unbekannt        | Fuhr spätestens ab 1999 bis 2005 im Peter Pan's Amusement Park als Roller Coaster. Von 2007 bis spätestens 2012 machte sie in Sandham Raceway als Mine Train Halt. Danach wurde die Bahn mehrfach an verschiedene Schausteller verkauft: zunächst an Max Waddington, 2019 an Jameson Westin und 2022 an Tom Elis. Seit 2015 fährt sie in Springfields Fun Park & Pony Centre als Disney Rollercoaster ihre Runden. | [ 11 ] |